# Министерство по делам бизнеса Исландии
Министерство по делам бизнеса (Исландия) является государственным министерством, созданным 24 мая 2007 года, когда оно отделилось от министерства промышленности и торговли. Министерство отвечает за корпоративное право, конкурентное право, финансовые услуги, страхование и торговлю (как внутреннюю, так и международную).
Его первым министром был Бёргвин Г. Сигурдссон из Социал-демократического альянса. Он подал заявление об отставке премьер-министр Гейр Х. Хорде 25 января 2009 года, чтобы принять частичную ответственность за исландский финансовый кризис 2008—2011 года. Он был заменен с 1 февраля Гыльфи Магнуссоном, профессором экономики в Университете Исландии, без партийно-политической принадлежности.